# Saint-Julien (Vosges)
Saint-Julien é uma comuna francesa na região administrativa de Grande Leste, no departamento de Vosges. Estende-se por uma área de 14,11 km². Em 2010 a comuna tinha 111 habitantes (densidade: 7,9 hab./km²).